# باب‌الطاقه
باب‌الطاقه (به عربی: باب‌الطاقة) یک روستا در سوریه است که در ناحیه قلعه المضیق واقع شده‌است. باب‌الطاقه ۱٬۰۰۰ نفر جمعیت دارد.